# Grúň (1101 m)
Grúň (1001 m) – szczyt w tzw. Luczańskiej części Małej Fatry w Karpatach Zachodnich na Słowacji. Znajduje się w północno-wschodnim grzbietu Minčola, pomiędzy szczytami Rázsošná  i Rakytie. Północno-zachodnie stoki opadają do doliny potoku Javorina, południowe do doliny Dzuranowskiego Potoku ( Dzuranovský potok). Wschodnie stoki opadają do Wagu tworząc jedno ze zboczy Streczniańskiego Przesmyku.
Wzdłuż wschodnich podnóży szczytu Grúň poprowadzono drogę nr 18 i linię kolejową. Wyżej, wschodnimi stokami leśną przecinką idzie linia elektryczna wysokiego napięcia. Północno-zachodnimi stokami ponad doliną potoku Javorina prowadzi szlak turystyczny.
U południowo-wschodnich podnóży masywu Grúň znajduje się kamieniołom Dubníky.

## Szlak turystyczny
Strečno, pod hradom –  Sedlo Rakytie – Sedlo Javorina – Rázsošná – Úplaz –  Minčol